# Intervention de la Turquie dans la guerre civile syrienne
Guerre civile syrienne
Batailles
- 1re Deraa
- 2e Deraa
- Homs
- Banias
- Telkalakh
- 1re Rastane
- Talbiseh
- 1re Jisr al-Choghour
- 1re Jabal al-Zawiya
- 1er Hama
- Lattaquié
- 2e Rastane
- 1er Zabadani
- Douma
- 3e Rastane
- 2e Zabadani
- 1er Qousseir
- 1re Azaz
- 1re Idlib
- Taftanaz
- 4e Rastane
- Nobl et Zahraa
- Tremseh
- 1re Damas
- Ghouta orientale
- Alep
- Al-Tel
- Menagh
- 1er Régiment 46
- 1re Maarat al-Nouman
- Cheikh Souleimane
- 2e Taftanaz
- 2e Hama
- Kuweires
- 1re Al-Chaddadeh
- 1re Yaaroubiyé
- 1re Raqqa
- 2e Qousseir
- 3e Qousseir
- Ras al-Aïn
- Daraya
- Maaloula
- 2e Azaz
- Mahin et Sadad
- 2e Yaaroubiyé
- 1re Tall Hamis
- 2e Raqqa
- 1re Jarablous
- Al-Manajir
- Otaybah
- Yabroud
- Markada
- Kassab
- 1re Khan Cheikhoun
- Rankous
- 1re Boukamal
- Tall al-Jabiyah
- 1re Deir ez-Zor
- 1re Kobané
- Ras al-Maara
- 2e Deir ez-Zor
- Al-Chaer
- Division-17
- Brigade 93
- 1re Tabqa
- Djezaa
- 2e Kobané
- Mabrukah
- 3e Yaaroubiyé
- 2e Jabal al-Zawiya
- Wadi al-Deïf
- 2e Tall Hamis
- Tall Tamer
- 2e Régiment 46
- Bosra
- Cheikh Hilal
- 2e Idlib
- Foua et Kafraya
- Bousra al-Harir
- Qalamoun
- 2e Jisr al-Choghour
- 1re Palmyre
- Al-Amr
- 1re Tall Abyad
- Sourane
- 1re Hassaké
- Brigade 52
- Aïn Issa
- 2e Hassaké
- 3e Zabadani
- Sarrine
- Sahl al-Ghab
- Malkiyé
- Al-Qaryatayn
- 1re Marea
- 1re Abou Douhour
- 3e Hama
- Al-Hol
- 1re Tichrine
- Cheikh Meskin
- 1re Tall Rifaat
- 2e Al-Chaddadeh
- Khanasser
- 2e Tall Abyad
- 2e Palmyre
- Al-Raï
- 2e Maarat al-Nouman
- 1re Tasil
- Qamichli
- 2e Tall Rifaat
- Khan Touman
- 3e Raqqa
- 2e Marea
- 1re Manbij
- 2e Tabqa
- 2e Boukamal
- 3e Hassaké
- Opération Bouclier de l'Euphrate
- 2e Jarablous
- 4e Hama
- 4e Raqqa
- 3e Palmyre
- Al-Bab
- Wadi Barada
- 4e Palmyre
- 1re Poche d'Idlib
- 2e Tasil
- 5e Hama
- al-Hamad
- 3e Tabqa
- Badiya
- al-Tanaf
- Aqareb et Maboujé
- 5e Raqqa
- 2e Poche d'Idlib
- 1re Al-Soukhna
- Ouqayribat
- 3e Deir ez-Zor
- 2e Abou Douhour
- Beït Djine
- Mayadine
- 3e Boukamal
- Afrine
- Khoucham
- 3e Poche d'Idlib
- 4e Boukamal
- 3e Deraa
- 1re Soueïda
- Al-Safa
- 4e Poche d'Idlib
- 2e Khan Cheikhoun
- Opération Source de paix
- Baricha
- Maarat al-Nouman et Saraqeb
- 2e Al-Soukhna
- 4e Deraa
- Al-Sinaa
- 2e Afrine et al-Bab
- Opération Griffe-Épée
- 4e Deir ez-Zor
- Offensive rebelle de 2024 en Syrie
- 2e Alep
- 6e Hama
- 2e Homs
- 5e Palmyre
- 2e Damas
- 2e Manbij
- 2e Tichrine
- Côte syrienne
- Jaramana et Sahnaya
- 2e Soueïda

- Houla
- Al-Koubeir
- Daraya
- al-Bayda et Baniyas
- Barouda
- Ghraneidj et d'al-Keshkeyyi
- Kobané
- Khan Cheikhoun
- Al-Qaryatayn

- Khan al-Assal
- Jobar
- Saraqeb
- Adra et Douma
- Ghouta
- Talmenes
- Sarmin
- Ouqayribat
- Khan Cheikhoun
- Douma

- 1er Damas
- 2e Damas
- 3e Damas
- Jaramana
- 4e Damas
- 5e Damas
- 1er Homs
- 2e Homs
- Hassaké
- Tall Tamer
- 1er Sayyida Zeinab
- 3e Homs
- 2e Sayyida Zeinab
- Tartous et Jablé
- Qamichli
- Azaz
- Soussiane
- 4e Homs
- 6e Damas
- 7e Damas
- Rachidine
- Al-Tojjar
- Manbij
- Afrine
- 8e Damas

- Incidents frontaliers Syrie-Turquie
- Conflit au Liban
- Crise russo-turque de 2015

- Intervention de l'Iran
- Confrontations israélo-syriennes
- Coalition internationale
- Opérations aériennes de la coalition
- Intervention de la Russie
- Opération Inherent Resolve
- Opération Chammal
- Opération Impact
- Bombardement de la base aérienne d'Al-Chaayrate
- Bombardements de Barzé et de Him Shinshar

L'intervention de la Turquie dans la guerre civile syrienne décrit l'ensemble des implications de la Turquie durant la guerre civile syrienne. 

## Crise de 2012

### L'incident du F-4 Phantom
Le 22 juin 2012, un avion RF-4 Phantom II de reconnaissance turc a été abattu par la défense anti-aérienne syrienne alors qu'il survolait la Méditerranée.
La Turquie a déclaré que le Phantom volait dans l'espace aérien international lorsqu'il a été abattu, tandis que les autorités syriennes ont déclaré qu'il se situait au-dessus des eaux territoriales syriennes. L'incident avait provoqué une grave crise diplomatique entre le gouvernement turc de Recep Tayyip Erdoğan et le régime syrien de Bachar el-Assad.

### Tirs d'artillerie
Le 3 octobre 2012, l'artillerie syrienne ouvre le feu en direction du territoire turc, tuant 5 civils turcs et en blessant 10 autres dans le village frontalier de Akçakale situé dans la province de Şanlıurfa en Turquie. Les forces armées turques réagissent en bombardant les troupes du régime syrien à l'aide de leur unités d'artillerie.

### Réponse de l'OTAN

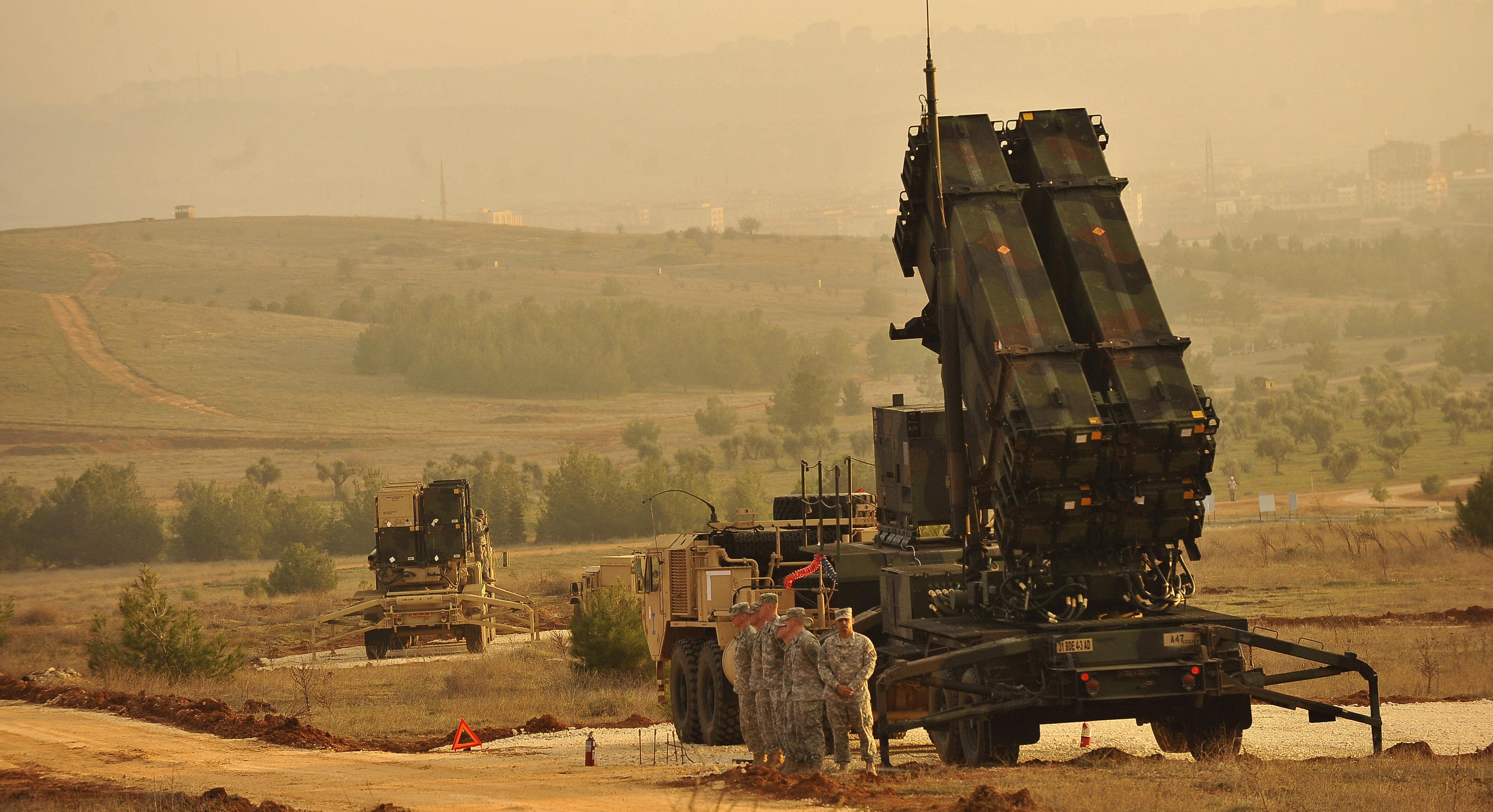
Patriot déployé à Gaziantep

Ankara invoque l'article 4 des accords de Washington, le Conseil de l'Atlantique nord « exige l'arrêt immédiat de ces actes d'agression contre un allié [de l'Alliance], et exhorte le régime syrien à mettre un terme aux violations flagrantes du droit international… ».
Le 9 octobre 2012, le secrétaire général de l'OTAN, Anders Fogh Rasmussen, déclare que l'Alliance atlantique a mis au point des plans afin de défendre la Turquie des attaques syriennes.

### Interception d'un avion suspecté de transporter des armes
Le 10 octobre 2012, les F-16 de l'Armée de l'air turque interceptent un Airbus A320 de la Syrian Arab Airlines dans l'espace aérien turc, vol RB442 de Moscou à Damas et le forcent à atterrir à l'aéroport international Esenboğa, suspectant l'avion de transporter des armes russes. Les inspecteurs ont trouvé des munitions, du matériel de communication et des pièces de missile. Le ministre russe des affaires étrangères Sergueï Lavrov a dénié ces affirmations, déclarant que l'avion ne transportait que des radars. En conséquence, l'espace aérien turc a été fermé à la Syrie et le gouvernement syrien a procédé de même aux vols turcs.

### Attaque contre un bus de pèlerins turcs
Le 21 novembre 2012, trois autocars transportant des pèlerins turcs qui revenaient du pèlerinage annuel de La Mecque, en Arabie saoudite, essuient des tirs qui blessent deux personnes, tandis que des missions turques sont attaquées par des manifestants pro-gouvernementaux.

## Attentat du poste frontière de Cilvezoglu
Le 11 février 2013, une voiture piégée explose à proximité du poste-frontière de Cilvezoglu faisant plusieurs morts du côté turc et syrien. Le 10 mars 2013 une opération est menée par les forces spéciales turques avec la coopération des rebelles syriens dont le Front Al-Nosra pour capturer les auteurs de l'attaque en territoire syrien, 5 suspects sont arrêtés,.

## Attentat de Reyhanlı
Le 11 mai 2013, un double attentat à la voiture piégée fait 46 morts dans le centre de Reyhanlı, petite ville de la province de Hatay fréquentée par de nombreux réfugiés syriens. Le premier ministre turc accuse les services secrets syriens d'être à l'origine de cet attentat, ce que le gouvernement syrien dément,.

## Neutralisation d'un avion de chasse syrien
Le 23 mars 2014, des avions de combat turcs abattent un avion de guerre syrien. Le pilote de l'appareil réussit à s'éjecter. La République arabe syrienne dénonce un acte « d'agression flagrante » et affirme que l'avion évoluait dans l'espace aérien syrien et se préparait à mener un raid contre une position tenue par les rebelles près de Kessab dans la province de Lattaquié lorsqu'il a été abattu,. Le Premier ministre turc Recep Tayyip Erdoğan déclare que les F-16 turcs ont abattu l'avion en réponse à la violation de l'espace aérien turc et que « notre réponse sera forte si vous violez notre espace aérien ».

## Destruction d'un bombardier russe
Le 24 novembre 2015, un bombardier russe basé à Lattaquié et participant à l'intervention militaire russe dans la guerre civile syrienne est abattu par deux chasseurs turcs près de la frontière turco-syrienne, entraînant une crise diplomatique entre la Russie, alliée du régime syrien, et la Turquie, qui soutient les rebelles.

## OpérationBouclier de l'Euphrate
À partir de 2016, la doctrine change pour la Turquie qui mène plusieurs opérations militaire en Syrie. La première, intitulée Bouclier de l'Euphrate a lieu du 24 août 2016 au 29 mars 2017 lors de la guerre civile syrienne. Il s'agit d'une offensive menée dans le Nord de la Syrie par la Turquie et des groupes rebelles syriens contre l'État islamique et les Forces démocratiques syriennes (FDS). Cette offensive commence par la prise de Jarablous et aboutit à la prise de la ville d'al-Bab le 23 février 2017. L'opération s'achève officiellement le 29 mars 2017.

## OpérationRameau d'olivier
Cette deuxième intervention militaire turque en Syrie fait suite à l'opération Bouclier de l'Euphrate de 2016-2017. L'offensive est lancée le 20 janvier 2018 par l'armée turque et les rebelles syriens de l'Armée syrienne libre contre les forces kurdes des YPG, avec l'objectif de chasser ces derniers de la ville et de la région d'Afrine, sous leur contrôle depuis 2012. Au cours de la bataille, les Kurdes opposent initialement une forte résistance, mais l'armée turque finit par prendre l'avantage grâce à son artillerie lourde et ses frappes aériennes. Abandonnée par sa population, la ville d'Afrine est prise presque sans combat le 18 mars 2018 par les Turcs et les rebelles.

## OpérationSource de paix
L'Opération Source de paix a lieu entre le 9 et le 22 octobre 2019, lors de la guerre civile syrienne. Faisant suite aux opérations Bouclier de l'Euphrate de 2016-2017 et Rameau d'olivier de 2018, elle est lancée dans le Nord de la Syrie par l'armée turque et les rebelles de l'Armée nationale syrienne contre les Forces démocratiques syriennes. Elle vise à essayer d'établir une bande de terre sous contrôle turque ou de milices pro-turcs le longs de la frontière turco-syrienne.

## OpérationGriffe-Épée
L'opération Griffe-Épée est survenue le 20 novembre 2022 lorsque l'armée de l'air turque a lancé une série de frappes aériennes contre les positions des Forces démocratiques syriennes (FDS) et de l'armée syrienne dans le nord de la Syrie et contre les positions du Parti des travailleurs du Kurdistan (PKK) dans le nord de l'Irak. Les frappes aériennes ont été lancées à la suite de l'attentat à la bombe d'Istanbul de novembre 2022 qui, selon le gouvernement turc, a été mené par des organisations kurdes, ce que ces dernières contestent.

## Affrontements de 2023 dans le nord de la Syrie
Les affrontements de 2023 dans le nord de la Syrie sont survenus à partir du 10 juin 2023 lorsque les forces armées turques ont lancé une campagne de frappes aériennes et terrestres visant les forces démocratiques syriennes et l'armée arabe syrienne dans le nord de la Syrie.

## Affrontements d'octobre 2023 dans le nord-est de la Syrie
Les affrontements d'octobre 2023 dans le nord-est de la Syrie sont survenus le 5 octobre 2023 lorsque les forces armées turques ont lancé une série de frappes aériennes à l’aide de drones et de F-16 contre les forces démocratiques syriennes dans le nord-est de la Syrie. Les frappes aériennes ont été lancées en réponse à l'attentat à la bombe d'Ankara en 2023, qui, selon le gouvernement turc, aurait été perpétré par des attaquants originaires du nord-est de la Syrie.

## Bilan humain
Selon l'Observatoire syrien des droits de l'homme, au moins 145 civils, dont 13 femmes et 29 enfants, ont été tués à la frontière par les Jandarma entre le 1er janvier et le 27 septembre 2016.